# Caryedon germari
Caryedon germari is een keversoort uit de familie bladkevers (Chrysomelidae). De wetenschappelijke naam van de soort werd in 1845 gepubliceerd door Kuster.